# Indalecio Soriano Fuertes
Indalecio Soriano Fuertes (Cella, 27 de noviembre de 1787-Madrid, 21 de agosto de 1851) fue un compositor y musicólogo aragonés.

## Biografía
Estudió la carrera eclesiástica con distinción hasta recibir las órdenes menores en 1805. Su afición a la música lo hizo cambiar de rumbo, porque a pesar de que sólo se dedicó a ella por puro pasatiempo, hizo tantos progresos que a los diecisiete años consiguió, después de brillantes ejercicios, el magisterio de la Colegiata de Santa María la Mayor de Calatayud. Pocos años después, cuando las huestes de Napoleón entraron a España, Soriano Fuertes se alistó en el ejército para defender su país contra las tropas invasoras, consiguiendo el nombramiento de teniente-capitán de los tercios de Teruel. Hizo toda la campaña, demostrando pericia y valor, y participando en el segundo sitio de Zaragoza. 
Acabada la guerra se licenció en Valencia con el grado de capitán, y poco tiempo después, traído por sus aficiones musicales, pidió y logró licencia absoluta, retirándose en Murcia y contrayendo matrimonio. Habiendo quedado vacante en aquel tiempo la plaza de maestro de capilla de la catedral de Murcia, hizo oposiciones a esta, logrando el primer lugar en todos los ejercicios que practicaron los opositores.
El 1830 se presentó en Madrid para tomar parte en las oposiciones al magisterio de la Capilla Real, consiguiendo la mejor nota entre los 11 opositores que se presentaron. El año siguiente Fernando VII lo premió con el nombramiento, para él codiciado, de maestro compositor y director de la referida Capilla Real, cargo que ejerció hasta su muerte.
Escribió: Método de harmonía y composición, que, según los entendidos, es una de las mejores obras escritas sobre la materia: un Método, más resumido, que compuso poco tiempo antes de su deceso y que adoptó como texto el Conservatorio Nacional de Música en 1857, además de muchas obras musicales de carácter religioso en su mayoría. Como coleccionista tenía en su poder, entre ellas, una pequeña obra inédita, del compositor Pérez Martínez, Apuntes curiosos, muy valorada por los entendidos.